# Іноземні спеціалісти в період Мейдзі
Іноземні спеціалісти в період Мейдзі (яп. お雇い外国人, o-yatoi gaikokujin — досл. іноземці-контрактники) — іноземні фахівці, які були запрошені урядом Японії в другій половині XIX століття з метою прискорення модернізації країни після реставрації Мейдзі.

## Історія
Іноземні спеціалісти, запрошені японським урядом у другій половині XIX століття, повинні були допомогти Японії запровадити нові західні технології, а також підготувати місцевих фахівців, які володіли би необхідними знаннями для експлуатації цих технологій та їхнього вдосконалення. Окрім фахівців з технічних дисциплін було запрошено чимало гуманітаріїв, які мали сприяти вивченню іноземних мов та дати ширше уявлення про західну культуру. Деякі запрошені спеціалісти паралельно займалися місіонерством.
Більше половини спеціалістів походили з англо-саксонських країн. У списку за березень 1872 року названо 214 осіб, з них 119 британців, 50 французів, 16 американців, 9 китайців та 8 вихідців з Пруссії.
Приблизно такий розподіл за країнами походження зберігся і в наступні роки. За період з 1868 до 1889 року в японському уряді були досьє на 2690 іноземних контрактників, серед яких: 1127 британців, 414 американців, 333 французів, 250 китайців, 215 німців та 99 голландців.
Іноземні спеціалісти дуже цінувалися й відповідно мали високу зарплатню. Зарплатня британських та американських фахівці принаймні вдвічі була більше за зарплатню, яку вони одержували в своїх країнах. Томас Вільям Кіндер, який в ті часи був директором Яноського імператорського монетного двору, одержував 1045 доларів сріблом на місяць, тоді як прем'єр-міністр Японії одержував усього 800 єн (в той час курс долара і єни співвідносилися як 1:1).  1874 року в Японії було 520 іноземців, на заробітну плату яких витрачалося 2 272 000 єн, що становило третину річного бюджету. Відповідно японський уряд був зацікавлений якомога швидше замінити надто дорогих іноземних фахівців місцевими кадрами.
Окрім фахівців, які були запрошені урядом і працювали в державному секторі, були й фахівці, найняті для роботи в приватному секторі. Таким чином, розрізняли дві групи фахівців-іноземців:
- Кан-ятоі (官雇, kan-yatoi), тобто спеціалісти для уряду, — таких, приміром, на 1875 рік налічувалося 520 осіб і їхня кількість поступово зменувалася;
- Шін-ятоі (私雇?, shin-yatoi), тобто спеціалісти приватних компаній, — таких на 1877 рік налічувалося більше 520 осіб і їхня кількість постійно зростала.

З кінцем екстериторіальності в 1899 році система іноземців-контрактників була скасована. Частина іноземців, наприклад, Лафкадіо Герн, Джосайя Кондер чи Едвін Дан, залишилася в країні на інших умовах. Деякі з фахівців, виїхавши з Японії, посприяли модернізації сусідньої Кореї.

## Відомі іноземні спеціалісти-контрактники

### Військова справа
- Луї-Еміль Бертен, морський інженер, винахідник
- Жуль Брюне, офіцер артилерії
- Леонс Верні, конструктор Військово-морського арсеналу в Йокосуці
- Джеймс Робоерт Вассон, цивільний і військовий інденер, педагог
- Генрі Волтон Гріннелл, інструктор флоту
- Хосе Луїс Сеасеро Інгуансо, інструктор флоту
- Чарлз Дікінсон Вест, військово-морський архітектор
- Якоб Мекель, військовий інструктор
- Генрі Спенсер Палмер, військовий інженер
- Арчібальд Луціус Дуглас, інструктор флоту
- Карл Кеппен, фельдфебель

### Гуманітарні науки, педагогіка
- Еліс Мейбл Бекон, педагог
- Безіл Голл Чемберлен, японолог, професор японської мови
- Джеймс Саммерс, англійська література
- Лафкадіо Герн, журналіст, засновник японознавства
- Віктор Гольц, педагог
- Рафаель фон Кебер, філософ, музикант
- Людвіг Рісс, історик
- Лерой Ленсінг Джеймс, педагог, місіонер
- Маріон Маккаррелл Скот, педагог
- Едвард Брамвел Кларк, педагог
- Девід Муррей, педагог
- Ернест Феноллоза, японознавець, філософ, етнограф

### Економіка, право, управління
- Жорж Аппер,[4] правник
- Гюстав Еміль Буассонад, правник
- Герман Реслер, правник, економіст
- Георг Міхаеліс,[5] правник
- Альберт Моссе, правник
- Отфрид Ніппольд, правник
- Гайнріх Вентіг, економіст, правник
- Жорж Ілер Боске, правник
- Гораціо Нельсон Лей, фахівець з розбудови залізничної мережі
- Александр Еллен Шенд, економіст-монетарист
- Генрі Віллар Денісон, дипломат
- Карл Ратген, економіст

### Інженерна справа
- Вільям Брукс, сільське господарство
- Річард Генрі Брантон, конструктор парників і оранжерей
- Шарль Альфред Шастель де Буанвілль, архітектор
- Джосайя Кондер, архітектор
- Вільям Кіннімонд Бартон, інженерна справа, сільське господарство, фотографія
- Горас Кепрон, сільське господарство, будівництво доріг
- Генрі Даєр, інженерна справа, педагогіка
- Герман Енде, архітектор
- Георг Арнольд Ешер, цивільний інженер
- Джон Годфрі, геолог, гірничий інженер
- Джон Мілн, геолог, сейсмолог
- Колін Александр Маквін, цивільний інженер
- Едмунд Морел, цивільний інженер
- Йоганніс ву Рійке, цивільний інженер, займався контролем над паводками, інженерні проекти на річках
- Джон Александр Лов Вадделл, інженер мостобудування
- Томас Вотерс, цивільний інженер
- Вільям Говленд, гірничий інженер, археолог
- Жан Франсіск Куаньє, гірничий інженер
- Генрі Скарбо, картограф
- Вільгельм Бекманн, архітектор
- Антоній Рувенгорст Мулдер, цивільний інженер, займався інженерними проектами на річках та в портах.

### Медицина
- Ервін фон Бельц
- Йоганнес Людвіг Янсон
- Гайнріх Бото Шойбе
- Юліус Скриба, хірург
- Вільгельм Деніц, анатом
- Ганс Ґірке, анатом
- Гайнріх Бото Шойбе, лікар
- Леопольд Мюллер, військовий лікар
- Теодор Гоффманн, військовий лікар
- Йозеф Діссе, анатом

### Мистецтво і музика
- Едоардо Кьйоссоне — художник, гравер
- Лютер Вайтінг Мейсон, музикант
- Ернест Феноллоза, мистецтвознавець
- Франц Екерт, музикант
- Рудольф Дітріх, музикант
- Антоніо Фонтанезі, художник, майстер олійного живопису
- Вінченцо Рагуза, скульптор
- Джон Вільям Фентон, музикант
- Шарль Едуар Габріель Леру, музикант, композитор

### Природничі науки
- Філіпп Франц фон Зібольд, ботанік
- Вільям Едвард Айртон, фізик
- Томас Корвін Менденголл, фізик
- Едвард Морсе, зоолог
- Чарлз Отіс Вітмен, зоолог, наступник Едварда Морсе
- Гайнріх Едвард Науманн, геолог
- Курт Нетто, металург
- Сер Джеймс Альфред Евінг, фізик, інженер, засновинк японської сейсмології
- Каргілл Гілстон Нотт, наступник Дж. Евінга
- Бенджамен Сміт Лайман, гірничий інженер
- Франц Мартін Гільгендорф, зоолог, палеонтолог
- Ервін Кніппінг, метеоролог, картограф
- Ойстахіус Грассманн, фахівець лісового господарства
- Оскар Коршельт, хімік

### Сільське господарство
- Вільям Сміт Кларк
- Едвін Дан
- Макс Феска
- Оскар Келльнер
- Оскар Льов, агроном
- Вільям Пенн Брукс, агроном

### Місіонери
- Вільям Гріффіс, місіонер, письменник
- Гідо Фербек, місіонер, вчитель
- Горас Вільсон, місіонер, вчитель